# هاري باول (لاعب كرة قدم أسترالية)
هاري باول (بالإنجليزية: Harry Powell)‏ هو لاعب كرة قدم أسترالية أسترالي، ولد في 22 يوليو 1878 في Malvern, Victoria ‏ في أستراليا، وتوفي في 8 يونيو 1930 في St Vincent's Hospital, Melbourne ‏ في أستراليا.

## وصلات خارجية
- هاري باول على موقع AustralianFootball.com (الإنجليزية)
- هاري باول على موقع AFLtables.com (الإنجليزية)